# Pughs Schließungslemma
In der Theorie dynamischer Systeme besagt Pughs Schließungslemma, dass ein dynamisches System mit nichtwandernden Punkten in der {\displaystyle C^{1}}-Topologie beliebig gut durch dynamische Systeme mit periodischen Orbiten approximiert werden kann. Es wurde von Charles C. Pugh bewiesen.
Es ist eine offene Frage, ob dies auch in der {\displaystyle C^{\infty }}-Topologie gilt (10. Smalesches Problem). René Thom hatte vor Pugh einen fehlerhaften Beweis veröffentlicht (den Fehler fand Mauricio Peixoto).

## 10. Smalesches Problem
Sei {\displaystyle f\colon M\to M} ein {\displaystyle C^{\infty }}-Diffeomorphismus einer kompakten Mannigfaltigkeit {\displaystyle M} und {\displaystyle p\in M} ein nichtwandernder Punkt von {\displaystyle f}.
Eines der Smaleschen Probleme fragt, ob es in der {\displaystyle C^{\infty }}-Topologie beliebig nahe zu {\displaystyle f} liegende {\displaystyle C^{\infty }}-Diffeomorphismen {\displaystyle g\colon M\to M} gibt, für die {\displaystyle p} ein periodischer Punkt ist.
Es soll also zu jedem {\displaystyle \epsilon >0} einen {\displaystyle C^{\infty }}-Diffeomorphismus {\displaystyle g\colon M\to M} geben, so dass 
{\displaystyle d(f(x),g(x))<\epsilon } und {\displaystyle \parallel D_{x}^{k}f-D_{x}^{k}g\parallel <\epsilon \ \forall k\in \mathbb {N} \ \forall x\in M}
(für eine beliebig gewählte Riemannsche Metrik) sowie {\displaystyle g^{n}(p)=p} für ein {\displaystyle n\in \mathbb {N} } ist.
Diese Frage ist ein offenes Problem. Bewiesen ist nur das folgende Schließungslemma von Pugh, welches lediglich die Approximierbarkeit in der {\displaystyle C^{1}}-Topologie garantiert.

## Pughsches Schließungslemma
Sei {\displaystyle f\colon M\to M} ein {\displaystyle C^{1}}-Diffeomorphismus einer kompakten Mannigfaltigkeit {\displaystyle M} und {\displaystyle p\in M} ein nichtwandernder Punkt von {\displaystyle f}.
Das Schließungslemma von Pugh besagt, dass es in der {\displaystyle C^{1}}-Topologie beliebig nahe zu {\displaystyle f} liegende {\displaystyle C^{1}}-Diffeomorphismen {\displaystyle g\colon M\to M} gibt, für die {\displaystyle p} ein periodischer Punkt ist.
Es gibt also zu jedem {\displaystyle \epsilon >0} einen {\displaystyle C^{1}}-Diffeomorphismus {\displaystyle g\colon M\to M}, so dass 
{\displaystyle d(f(x),g(x))<\epsilon } und {\displaystyle \parallel D_{x}f-D_{x}g\parallel <\epsilon \ \forall x\in M}
(für eine beliebig gewählte Riemannsche Metrik) sowie {\displaystyle g^{n}(p)=p} für ein {\displaystyle n\in \mathbb {N} } ist.